# François Prelati

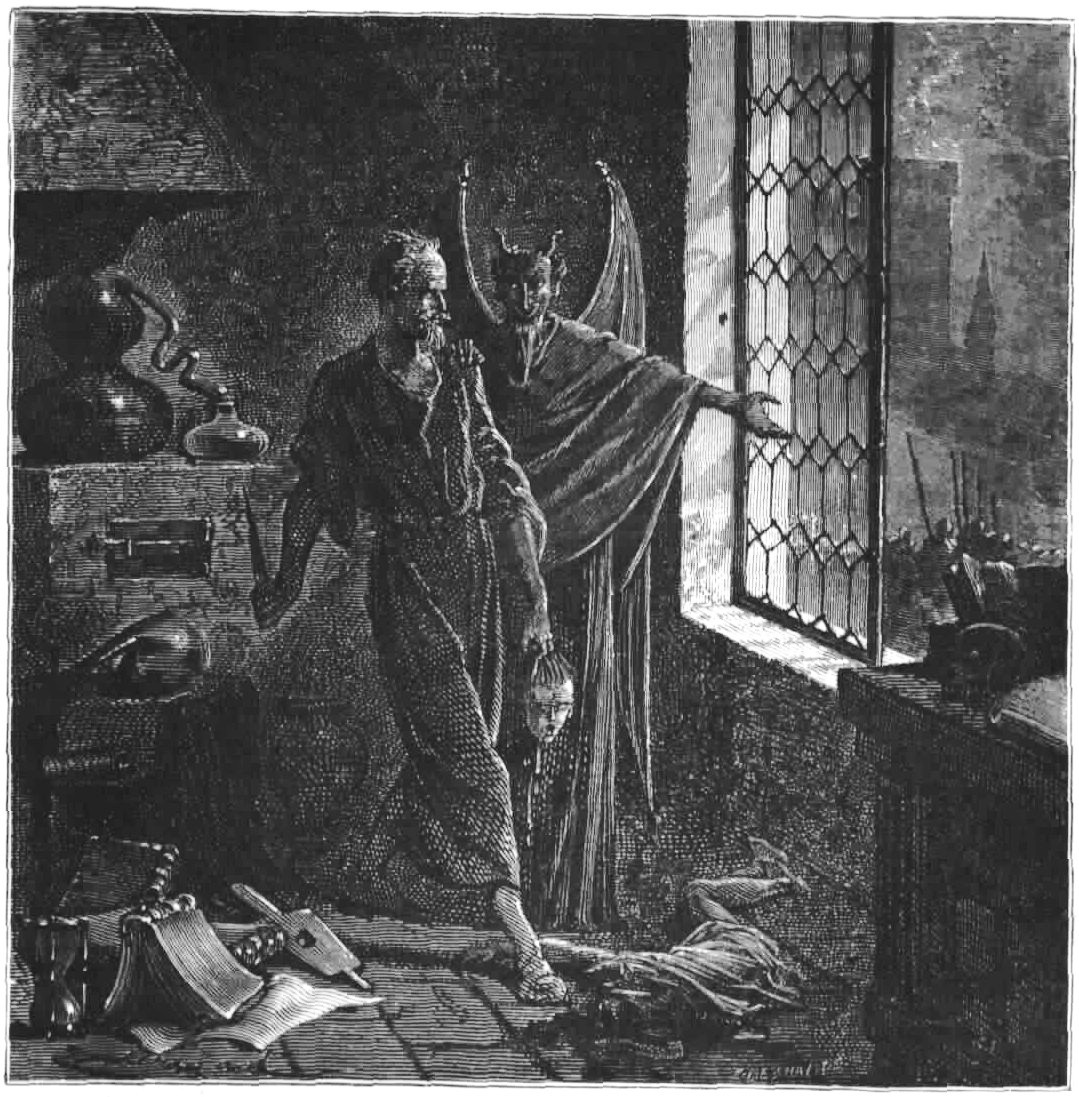
Gilles de Rais con el demonio-François Prelati en las mazmorras de Tiffauges

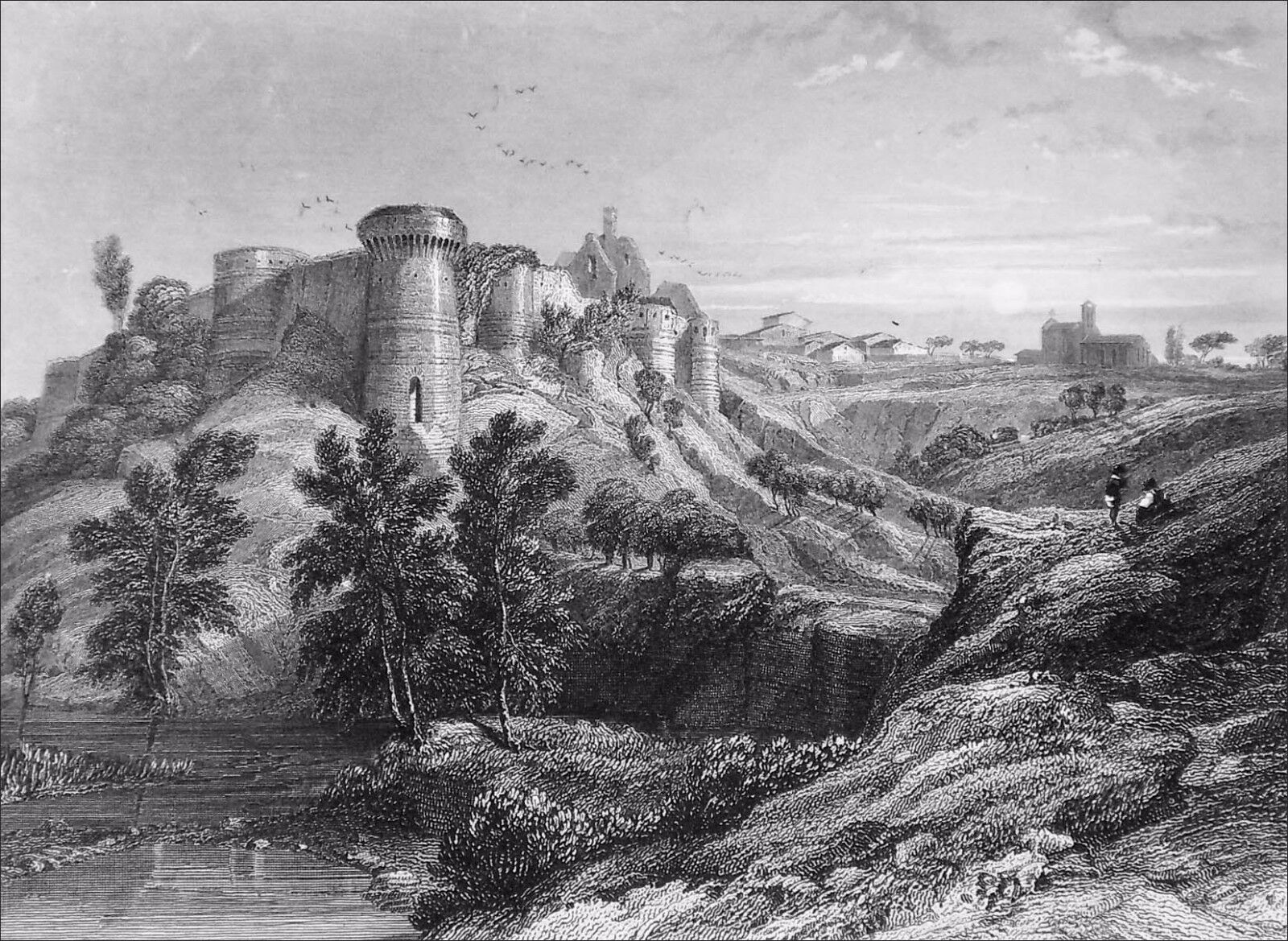
El castillo de Tiffauges, donde Prelati permaneció al servicio del barón Gilles de Rais

François Prelati fue un sacerdote y alquimista italiano que participó en los asesinatos cometidos por Gilles de Rais en el siglo XV. Está pensado por algunos de ser un posible socio sexual de Gilles. Afirmó que podía convocar demonios e involucró a Gilles en esta práctica.

## Biografía
Natural del pueblo de Montecatini Castello, en la república de Florencia, se retiró muy joven a un monasterio de Arezzo con la aprobación del obispo a cuyo ministerio asistía. Pronto, sin embargo, dejó de lado su camino religioso y se inició, en Florencia, en la nigromancia y en la búsqueda de la piedra filosofal de la mano del conocido médico Giovanni Fontanel. Descrito como un eclesiástico tonsurado, erudito en todas las artes, apuesto, de piel aceitunada y una gracia que olía a perdición, afirmaba tener una relación directa y privilegiada con el demonio Barron.
Gilles de Rais, famoso no sólo por haber sido compañero de Juana de Arco, sino sobre todo por sus fechorías con cientos de jovencitos, había dilapidado parte de su fortuna: quería, pues, convertir el plomo en oro y, según él, sólo mediante un pacto con el diablo podría conseguirlo. Su capellán personal, Eustace Blanchet, aconsejado por un tal Guglielmo da Montepulciano, se puso en contacto con Francisco, quien llegó inmediatamente, en mayo de 1439, al castillo de Tiffauges, en el ducado de Bretaña, residencia favorita del barón.
Prelati consiguió enseguida ganarse la plena confianza del caballero prometiéndole la aparición del demonio vestido de azul, con un manto púrpura, joven y apuesto a cambio de una justa retribución. Los resultados, sin embargo, no llegaban y el toscano, para complacer a Gilles, se disfrazaba a veces de demonio, aprovechando sus momentos de locura. Si Barron no se manifestaba, era necesario ofrecerle sacrificios de sangre humana y el noble accedía a violar y matar a un número cada vez mayor de muchachos durante las ceremonias nigrománticas organizadas por François en las mazmorras de Tiffauges.
El asunto se volvió insostenible y los responsables de los atroces crímenes fueron detenidos y juzgados. Gilles se entregó, pues, al capitán Jean Labé, enviado por el duque Juan V de Bretaña, frente al puente levadizo del castillo de Machecoul, donde se alojaba a menudo, y mató a un buen número de sus jóvenes víctimas. Él, François y sus cómplices fueron encarcelados en la fortaleza de Nantes. El 26 de octubre de 1440, de Rais fue ejecutado junto con sus sirvientes Etienne Corillant y Henriet Griart. Prelati, por su parte, tuvo que cumplir cadena perpetua. Sin embargo, consiguió escapar y refugiarse en Anjou donde, en Angers, fue empleado como alquimista en la corte del duque René. Ahora había adoptado otra personalidad: capitán de Laroche-sur-Yon, se hacía llamar, por su lugar de nacimiento, François de Mont-catin. Se vengó del tesorero del duque de Bretaña Juan VI, Geoffroy le Ferron, culpable de haberlo hecho encarcelar, inventando falsas acusaciones para hacerlo caer en desgracia. No lo consiguió y el Consejo Real del rey de Francia, Carlos VII, le condenó a muerte en la hoguera de Angers a finales de 1446.

## En la ficción
François Prelati ha aparecido como un personaje en historias como Thief of Souls de Ann Benson y Fate/strange fake de Ryōgo Narita, así como un personaje que hace referencia a él en el anime Senki Zesshou Symphogear AXZ.